# Españita
La municipalité d'Españita est l'une des 60 municipalités qui composent l'État de Tlaxcala aux États-Unis du Mexique. Il était autrefois connu sous le nom d'Atzatzacuala qui signifie en nahuatl « lieu des barrages ». Plus tard, les Espagnols l'ont baptisé « Santa María de la Nueva España », nom qui dériverait de l'actuel.